# Bullisichthys caribbaeus
Bullisichthys caribbaeus – gatunek ryby z rodziny strzępielowatych, jedyny przedstawiciel rodzaju Bullisichthys Rivas, 1971.

## Występowanie
Środkowa część zachodniego Oceanu Atlantyckiego, na głębokościach ok. 150 m p.p.m.

## Opis
Osiąga do 6 cm długości.